# 24 mars 1936
Le mardi 24 mars 1936 est le 84e jour de l'année 1936.

## Naissances
- Alex Olmedo, joueur de tennis péruvien
- David Suzuki, généticien canadien
- Jean-Loup Philippe, acteur et metteur en scène français
- Jorge Lefebre (mort le 15 mai 1990), danseur et chorégraphe cubain
- László Szabó, acteur, réalisateur, scénariste et producteur
- Maciej Giertych, homme politique polonais
- Manfred Buder, joueur professionnel allemand de hockey sur glace

## Décès
- Jean Huguet (né le 4 août 1860), personnalité politique française
- Shinʼichi Makino (né le 12 novembre 1896), écrivain japonais